# أحمد بن إبراهيم (سياسي)
أحمد بن إبراهيم هو سياسي ماليزي، ولد في 17 مايو 1927 في بينانق في ماليزيا، وتوفي في 21 أغسطس 1962 في سنغافورة. نشط حزبياً في حزب العمل الشعبي. وقد انتخب عضو مجلس الشعب السنغافوري ‏.